# Deutsche Sozialistische Arbeitspartei Polens
Die Deutsche Sozialistische Arbeitspartei Polens (DSAP) war eine Partei der deutschen Minderheit in der Zweiten Polnischen Republik, die zwischen 1922 und 1939 bestand. Ab 1925 war die DSAP der Zusammenschluss der regionalen sozialdemokratischen Parteien in Polen. Die Partei vertrat sozialdemokratische Positionen.

## Geschichte
Die Partei wurde am 19. Januar 1922 in Łódź für Mittelpolen gegründet. Der ursprüngliche Name war Deutsche Arbeitspartei (DAP). Am 9. August 1925 wurde beschlossen, dass der Name in Deutsche Sozialistische Arbeitspartei Polens geändert werden solle und dass die regionalen sozialdemokratischen Parteien sich der Partei anschließen sollten.
Die Deutsche Sozialdemokratische Partei Polnisch-Oberschlesiens, in der sich die Kattowitzer und die Bielitzer Sozialdemokraten vereinigt hatten, folgte diesem Beschluss. Die Deutsche Sozialdemokratische Partei Polens (DSP), die sozialdemokratische Regionalpartei in Bromberg für Pommerellen trennte sich allerdings am 20. Juni 1928 wieder von der DSAP und gründete sich als DSP neu.
Vorsitzender der DAP war 1922 bis 1925 Emil Zerbe (1897–1954), der auch von 1925 bis 1935 Bezirksvorsitzender in Łódź war. Sein Nachfolger als Bezirksvorsitzender war 1935 bis 1939 Wilhelm Zinzer (1900–1943). Vorsitzender der DSAP Gesamtpartei war 1929 bis 1935 Artur Kronig (1896–1953) und 1935 bis 1939 Emil Zerbe.
Die Partei gab die Lodzer Volkszeitung als Parteizeitung heraus.

## Nationale Wahlen
Zu den Wahlen zum Sejm und Senat trat die DAP 1922 auf einer gemeinsamen Liste des Deutschen Zentralwahlkomitees in Lodz (DZWK) an. Auf die DAP entfielen drei Mandate im Sejm.
Nach der Vereinigung 1925 kam noch ein Bromberger Abgeordneter der DSP (Artur Pankratz) hinzu.
1928 kandidierte die DSAP auf einer gemeinsamen Liste mit der Polnischen Sozialistischen Partei (PSP). Die DSAP stellte zwei Abgeordnete, beide aus dem Bezirk Łódź.
Bei der Wahl 1930 trat die Partei als Teil des Zentrolinksblocks an und erhielt kein Mandat.
| Wahlperiode     | Sejm-Abgeordneter | Anmerkung           |
| --------------- | ----------------- | ------------------- |
| I. Wahlperiode  | Artur Kronig      |                     |
| I. Wahlperiode  | August Utta       | Parteiaustritt 1923 |
| I. Wahlperiode  | Emil Zerbe        |                     |
| I. Wahlperiode  | Arthur Pankratz   | ab 1925             |
| II. Wahlperiode | Artur Kronig      |                     |
| II. Wahlperiode | Emil Zerbe        |                     |

Im Parlament gehörten die Abgeordneten der DAP bis 1928 zur Fraktion Deutschen Vereinigung und ab 1928 zur Fraktion Klub der Deutschen Sozialistischen Abgeordneten.